# Novo Cruzeiro
Novo Cruzeiro là một đô thị thuộc bang Minas Gerais, Brasil. Đô thị này có diện tích 1700,601 km², dân số năm 2007 là 30331 người, mật độ 17,8 người/km².